# Xian autonome salar de Xunhua
Le xian autonome salar de Xunhua (chinois : 循化撒拉族自治县 ; pinyin : Xúnhuà sǎlāzú Zìzhìxiàn, Salar : Göxdeñiz Velayat Yisır Salır Özbaşdak Yurt) est un district administratif de la province du Qinghai en Chine. Il est placé sous la juridiction de la préfecture de Haidong.

## Histoire
Le district (xian) autonome salar de Xunhua a été fondé en 1954 par le Parti communiste chinois, créant ainsi un territoire Salar officiel à la frontière orientale de l’Amdo. Simultanément, les zones tibétaines à l’intérieur de Xunhua furent reconnues officiellement à travers l’établissement de deux cantons (Xiang) autonomes tibétains, plus tard étendus à quatre puis cinq cantons ethniques tibétains.
La ville de Altiuli/Gaizi, qui abrite la plus importante mosquée, constitue le centre culturel et religieux des Salar.

## Subdivisions administratives
Le district (xian) de Xunhua est actuellement divisé en 10 subdivision administratives de niveau cantonal (xiang) :
- 5 cantons à majorité salar : Jishi, Baizhuang, Chahan Duzi, Qingshui et Jiezi[réf. souhaitée]
- 5 cantons ethniques tibétains à majorité tibétaine : Rdo sbis (chinois : Daowei), Bis mdo (chinois : Wendu), Rkang tsha (chinois : Gangcha), Ka ring (chinois : Galeng) et Se chang (chinois : Xichang)[3]

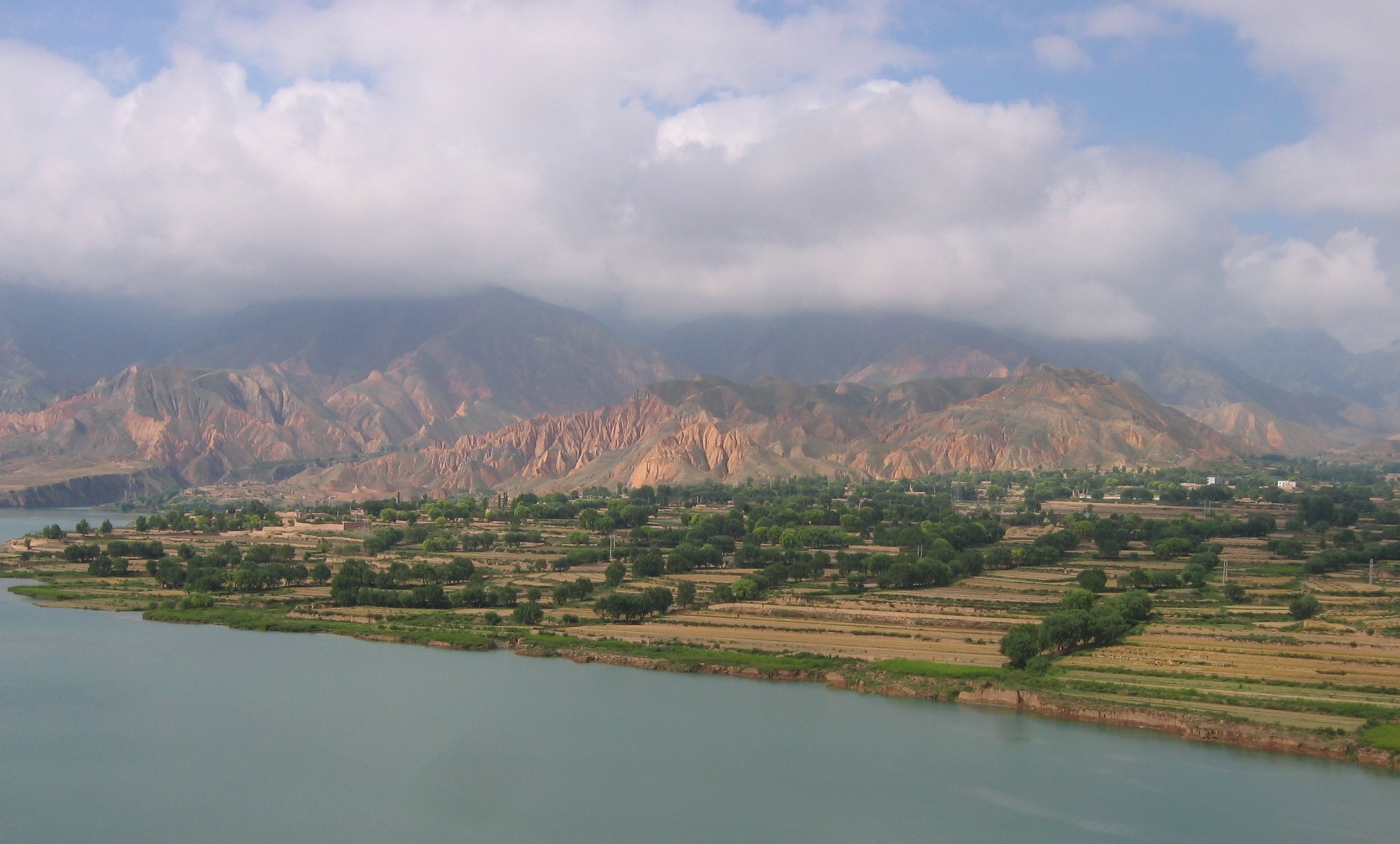
Rive sud du fleuve Jaune près de Xunhua

## Population

### Démographie
La population du district était de 107 549 habitants en 1999.
population des principales villes en 2000.
- Jishi 24 647 habitants
- Baizhuang 16 801 habitants

### Composition ethnique
La composition ethnique du district était la suivante selon le recensement de 2000:
| Nationalité | Population | Pourcentage |
| ----------- | ---------- | ----------- |
| Salar       | 63,859     | 61,14 %     |
| Tibétains   | 25,783     | 24,68 %     |
| Hui         | 8,155      | 7,81 %      |
| Han         | 6,217      | 5,95 %      |
| Tu          | 134        | 0,13 %      |
| Dongxiang   | 116        | 0,11 %      |
| Mongols     | 39         | 0,04 %      |
| Qiangs      | 35         | 0,03 %      |
| Bonan       | 22         | 0,02 %      |
| Blang       | 18         | 0,02 %      |
| Buyei       | 12         | 0,01 %      |
| Autres      | 62         | 0,06 %      |

Bien qu’il soit situé au sud du fleuve Jaune, le district de Xunhua est intégrée à la préfecture de Haidong à forte prédominance Han (56 %) et Hui (20 %), et dont les autres districts sont situés la rive nord. Le district borde la Préfecture autonome tibétaine de Malho (chinois: Huangnan), peuplée essentiellement de Tibétains (66 %) et Mongols (14 %).
La population du district est composée majoritairement de Salars (61 % au recensement de 2000) suivie de Tibétains (25 %), de Hui (8 %) et de Han (6 %). La population Salar se concentre essentiellement dans les villes et villages situés le long des berges du fleuve Jaune et des vallées latérales de la rive sud, couvrant environ la moitié du territoire du district. Les Tibétains se répartissent sur l’autre moitié du district, occupant les zones d’altitude, et habitées presque exclusivement de Tibétains,,. La proportion de la population Salar est en constante progression, passant de 57,6 % en 1985 à 62,1 % en 2003, principalement en raison d’une orientation pro-nataliste marquée.

## Personnalités
- Choekyi Gyaltsen, 10e panchen-lama, est né dans le village de Karang Bidho, situé dans l'actuel Xian autonome salar de Xunhua.